# Bally Technologies
Pour les articles homonymes, voir Bally.
Bally Technologies, Inc. est un fabricant de machines à sous et de diverses technologies de jeux basée à Enterprise, dans le Nevada.
L'entreprise a été fondée en 1968 sous l'appellation Advanced Patent Technology qui a finalement changé de nom pour Alliance Gaming. Alliance Gaming achète Bally Gaming International en 1996 à Bally Entertainment,, puis plus tard change de nom pour celui de Bally Technologies en 2006.
Bally Technologies fut réorganisé avec Alliance Gaming dans trois filiales : Bally Gaming, Bally Systems, et Bally Wulff. les deux premières fusionnes en 1998 et donnent naissance à Bally Gaming and Systems.
En août 2014, Scientific Games acquiert Bally Technologies pour 3,27 milliards de dollars.